# ケープ・フィアー
『ケープ・フィアー』（Cape Fear）は、1991年のアメリカ映画。1962年に公開された『恐怖の岬』のリメイクである。
憎悪と復讐心を蓄えた服役中の男と、その復讐相手である担当弁護士およびその家族を描くサイコスリラー映画。
両作品とも英語圏での公開作品名（原題）は"Cape Fear"である。邦題は『ケープ・フィアー』が1991年のものを指している。以下では、この区別に従って1991年の作品について主に記述する。

## 概要
ロバート・デ・ニーロが執念深い犯罪者・マックスを演じ、そのマックスの弁護を担当した弁護士の娘であり、マックスの素性を知らず、本性を現す時点までを接することとなる女の子をジュリエット・ルイスが演じ、それぞれが第64回アカデミー賞の主演男優賞と助演女優賞にノミネートされたが受賞は逃した。
オリジナル版では主人公の弁護士サム役だったグレゴリー・ペックが犯人の弁護士リー・ヘラーを演じ、犯人役だったロバート・ミッチャムが主人公の友人の警部、主人公の友人の警察署長役だったマーティン・バルサムが犯人に有利な採決を下す裁判官を演じるというひねりの効いた役でそれぞれカメオ出演している。また、ロバート・デ・ニーロの身体に彫られた派手なタトゥーは『狩人の夜』でロバート・ミッチャムが演じたイカサマ牧師のタトゥーに基づいている。
音楽はオリジナルのバーナード・ハーマンによるスコアをエルマー・バーンスタインが編曲・指揮したものが用いられている。また同じくバーナード・ハーマンがアルフレッド・ヒッチコック監督『引き裂かれたカーテン』のために作曲しながら未使用になっていた曲もクライマックスで使われている。撮影に英国の60年代ホラー映画で名高いフレディ・フランシス、美術にヒッチコック監督『めまい』のヘンリー・バムステッド、タイトル・シークエンスにはやはりヒッチコック作品で知られるソール・バスが起用されるなど、古典的なスリラーの伝統を踏まえながらも、それらを再構築する演出意図が随所に見られる。
製作総指揮の一人にはクレジットなしでスティーヴン・スピルバーグも含まれている。製作会社はスピルバーグのアンブリン・エンターテインメントである。当初は彼が再映画化権を取得、自分で監督しようと考えていたが、最終的にはスコセッシが撮ることになった。スピルバーグはマーティン・スコセッシに『シンドラーのリスト』を監督して欲しいと依頼していたのだが、スコセッシがこれはスピルバーグ自身が監督すべき映画だと応え、代わりに本作の演出を引き受けたからである。
また、ダニエル役のオーディションには、ドリュー・バリモア、リース・ウィザースプーンらもエントリーしていた。

## あらすじ
マックス・ケイディが刑務所から出所したその日、空には不吉な暗雲が垂れ込めた。そして彼の心の中にも、同じようなドス黒い思いが満ちていた。
14年前、マックスは当時16歳の少女に暴行を働いた罪で逮捕され、法廷で裁かれた。強姦ではなく暴行として判決が下った。犯した罪に比べ軽微に済んだとも言えたが、彼は弁護に手抜かりがあり、もっと減刑されていたはずだと考え、実刑が確定したことに不服を感じていた。そこでマックスは刑期を勤めながら、読み書きを習い、法律を学び、自らを弁護する手続きをとって社会復帰を試みてきた。しかしそれらが無駄に終わり、なお続く屈辱的な境遇を呪ったとき、心の中に一人の男への復讐の念が芽生えた。それは裁判のとき、自分を庇わなかった弁護士のサム・ボーデンである。
性犯罪を憎む、公選弁護人のサムは、マックスよりもむしろ無残に傷つけられた少女の方に思い入れ、依頼人の罪が重くなるように立ち回った。少女が性的に素行不良だったという証言も、少女の不利になると考え握りつぶした。マックスはそれを知り、許されざる裏切りと考えた。サムに対する復讐の念は、いつしか身体中に彫りこまれた刺青の文字そのままに、彼の心にも深く、強く刻み込まれた宿願となった。
刑期を終え、ついに自由を手に入れたマックス。彼は平和に暮らすサムとその家族の前に姿を現し、さっそく行動を開始する。当初は軽い嫌がらせ程度であったが、次第に嫌がらせはエスカレートしていき恐怖を感じたサムは家族を守ろうと奔走するが、マックスの力を押しとどめることはできず、やがてその恐ろしい本性に打ちのめされていく。

## 登場人物・キャスト
マックス・ケイディ
演 - ロバート・デ・ニーロ
肉体に入れ墨を彫っている。文字も彫られており、それぞれ（日本語訳で）「復讐するは我にあり」「時は来たれり」「神は復讐なり」「我が時は未だ来たらず」「真実」「正義」「復讐者」「ロレッタ」。葉巻を吸っており、本人曰く、葉巻を吸うことが唯一の悪習。妻と娘がいたが捕まったことで妻からは縁を切られ、娘には死んだことにされている。14年間服役したが、その間、自分の弁護をまともにしなかったサムを恨み、刑務所内で体を鍛え、読み書きと法律を学び、出所後、お礼参りとしてサムも認めるほどに法に触れない様々な形でサムに嫌がらせをし、ダニエルにもネイディーンという偽名を使って近づく。刑務所にいたころに男の囚人に強姦された。先述の勉強漬けの生活からか、フランクな態度とは裏腹に、非常に機知に富んだ言い回しをし、カーセクからも尾行に気付かれたことで「頭が切れる」と評された。服役中に農場を経営していた母が亡くなり、その遺産として3万ドルをもらったことから、出所後にしては羽振りがよかった。当初は先述した通り、自分がやったという証拠を掴ませず、表立っても法に触れない程度の頭を使った緻密な行動であったが、サムとカーセクの雇った暴漢三人に襲われてからは暴力的になり、ついには殺人をおかすようになった。逃げたボーデン一家を追い戦うが、敗れて死亡する。ラストシーンの船上でのリーと会話の中で、彼がキリスト教ペンテコステ派の家庭で育ち、祖父が蛇を掴み、祖母がストリキニーネを飲むといった蛇使いの儀式のことや、異言(Speaking in tongues)について示唆し、またクライマックスでは異言を話しながら川に沈んでいく様子が描かれている。
サム・ボーデン
演 - ニック・ノルティ
弁護士。マックスが起こした暴行事件の裁判で彼の弁護を担当したが、レイプ犯罪を憎むあまり、被害者にも問題があった事をもみ消す。その結果、マックスは有罪となり服役、彼の恨みを買う事になる。犯罪を憎み、法を尊重する立場の人間でありながら、自身も浮気癖があるなど、人として難のある一面があり、後述のローリー以外の女性とも不倫したことがある。ピアノも嗜んでいる。
リー・ボーデン
演 - ジェシカ・ラング
サムの妻。グラフィックデザイナー。喫煙者。可愛がっていた犬をマックスに殺害されてしまい、終盤ではマックスに犯されてしまう。サムからはレイと呼ばれている。
ダニエル・ボーデン
演 - ジュリエット・ルイス
サムの娘。愛称はダニー。高校生で現在、15歳。両親の不仲に辟易しており、情緒不安定になっている。問題を次々に起こし、退学寸前にまで追い込まれている。演劇に興味がある勤勉家であり、かなりの本を読んでいる。母親いわく、デザイナーの才能がある。マックスに惹かれ、ヘンリー・ミラーのセクサス(薔薇色の十字架)を贈られたりしていたが、終盤で本性がわかり拒絶した。
クロード・カーセク
演 - ジョー・ドン・ベイカー
私立探偵だが、犯罪者としての側面もあり裏の世界にも顔が利く。元警察の人間のようで、父親も警官で20年務めていた。サムの依頼でマックスを様々な形で遠ざけようと画策するが、いずれも失敗、次第に暴力で解決を図るようになり、最後はマックスを不法侵入に対する正当防衛で殺害しようと試みたが、逆にマックスの罠にはまり、もみ合っているうちに自分が持っていた拳銃の誤射により死亡。
エルガート
演 - ロバート・ミッチャム
地元警察の警部。サムの協力者。セッターを飼っている。
演じるミッチャムはオリジナルの『恐怖の岬』ではマックス役を務めた。
リー・ヘラー
演 - グレゴリー・ペック
サムとカーセクが雇った暴漢三人から暴行を受けたマックスを弁護した。サムを暴行教唆で告訴する。
演じるペックはオリジナルの『恐怖の岬』ではサム役を務めた。
裁判長
演 - マーティン・バルサム
サムの暴行教唆に対し、サムにマックスへの接近を禁ずる判決を下す。この時、マックス・“キャディ”と名前を言い間違える。
演じるバルサムはオリジナルの『恐怖の岬』では警察署長役を務めた。
ローリー・デイヴィス
演 - イリーナ・ダグラス
サムの同僚で不倫相手。裁判所で書記を担当していた。サムとはスカッシュでスポーツを楽しむなどをしていた。実はサムを真剣に愛しており、サムの妻に自分を見せつけようとヤケになっていたところを、マックスにより強姦と苛烈な暴行を受け重傷を負い、顔にも大きな傷を受けた。サムから告訴を勧められるが、怪我で容色が変わってしまった自分の無様な姿を公衆にさらしたくないと頑なに拒否する。サムにも別れを告げ、退院したら故郷であるコネチカットの大学に戻るつもりでいる。
トム・ブロードベント
演 - フレッド・ダルトン・トンプソン
サムの同僚弁護士。サムがマックスへの弁護でマックスが有利になる弁護をしなかったことを非難していた。
グラシエラ
演 - ズリー・モンテーロ
ボーデン家の家政婦でダニーから慕われていた。マックスの陰謀により殺害された。弟がいる。
ダニーの女友達
演 - ドメニカ・スコセッシ
フルーツスタンドの客
演 - キャサリン・スコセッシ、チャールズ・スコセッシ

## 日本語吹替
| 役名                 | 俳優                           | 日本語吹替                            | 日本語吹替                    |
| 役名                 | 俳優                           | ソフト版                              | テレビ朝日版                  |
| -------------------- | ------------------------------ | ------------------------------------- | ----------------------------- |
| マックス・ケイディ   | ロバート・デ・ニーロ           | 樋浦勉                                | 磯部勉                        |
| サム・ボーデン       | ニック・ノルティ               | 小川真司                              | 小川真司                      |
| リー・ボーデン       | ジェシカ・ラング               | 一城みゆ希                            | 高島雅羅                      |
| ダニエル・ボーデン   | ジュリエット・ルイス           | 松本梨香                              | 渕崎ゆり子                    |
| クロード・カーセク   | ジョー・ドン・ベイカー         | 飯塚昭三                              | 増岡弘                        |
| エルガート警部       | ロバート・ミッチャム           | 加藤精三                              | 小林清志                      |
| リー・ヘラー         | グレゴリー・ペック             | 内田稔                                | 大木民夫                      |
| 裁判長               | マーティン・バルサム           | 筈見純                                | あずさ欣平                    |
| ローリー・デイヴィス | イリーナ・ダグラス             | 一柳みる                              | 鵜飼るみ子                    |
| トム・ブロードベント | フレッド・ダルトン・トンプソン | 藤本譲                                | 池田勝                        |
| 日本語版制作スタッフ |                                |                                       |                               |
| 演出                 | 演出                           | 福永莞爾                              | 左近允洋                      |
| 翻訳                 | 翻訳                           | 木原たけし                            | 平田勝茂                      |
| 調整                 | 調整                           |                                       | 高橋久義                      |
| 効果                 | 効果                           |                                       | VOX                           |
| 解説                 | 解説                           |                                       | 淀川長治                      |
| プロデューサー       | プロデューサー                 |                                       | 圓井一夫                      |
| 制作                 | 制作                           | 東北新社                              | グロービジョン                |
| 初回放送             | 初回放送                       | 2020年10月12日 『午後のロードショー』 | 1995年6月4日 『日曜洋画劇場』 |

## ソフト化
VHS
- ケープ・フィアー（字幕スーパー版・日本語吹替版・ワイドスクリーン版）（CIC・ビクター ビデオ、1992年8月16日・1993年7月21日発売）

DVD
- ケープ・フィアー　デラックス・コレクターズ・エディション（ソニー・ピクチャーズ エンタテインメント、DVD2枚組、2001年11月22日発売）
- 「ケープ・フィアー」「恐怖の岬」ツイン・パック （ソニー・ピクチャーズ エンタテインメント、DVD3枚組、2001年11月22日発売）
- ザ・インタープリター + ケープ・フィアー（ユニバーサル・ピクチャーズ・ジャパン、DVD3枚組、2001年11月22日発売）
- ケープ・フィアー ＜期間限定生産＞（ユニバーサル・ピクチャーズ・ジャパン、DVD1枚組、2003年4月18日・2005年7月1日発売）
- ケープ・フィアー ＜【UPJ】1枚買って１枚もらえる！キャンペーン第4弾商品＞（ソニー・ピクチャーズ　エンタテインメント、DVD1枚組、2004年11月26日発売）
- ケープ・フィアー ＜初回限定生産＞（ユニバーサル・ピクチャーズ・ジャパン、DVD1枚組、2006年11月30日・2008年7月10日・2009年3月12日発売）
- ロバート・デ・ニーロ　ベスト・パフォーマンス・コレクション（ユニバーサル・ピクチャーズ・ジャパン、DVD6枚組、2008年9月11日発売）
- ケープ・フィアー（ジェネオン・ユニバーサル・エンターテイメント、DVD1枚組、2012年9月26日発売）

BD
- ケープ・フィアー（ジェネオン・ユニバーサル・エンターテイメント、BD1枚組、2011年11月23日・2012年9月26日発売）